# Prisser

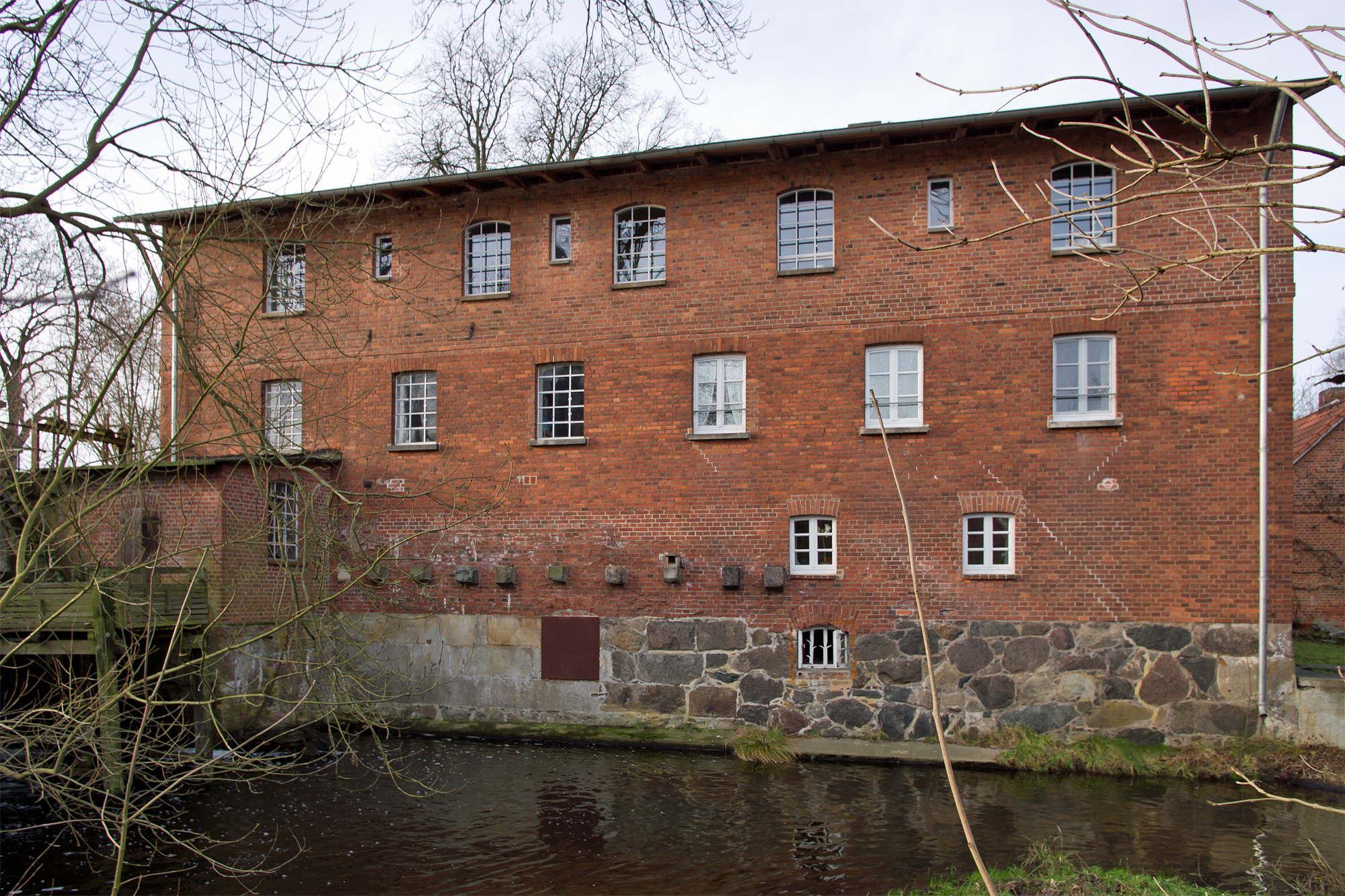

Prisser est un quartier de la commune de Dannenberg dans l'arrondissement de Lüchow-Dannenberg, Land de Basse-Saxe.

## Géographie
Directement à la périphérie est de Prisser, à environ 2 km à l'ouest du centre-ville de Dannenberg, coule un bras endigué de la Jeetzel (également "Canal de la Jeetzel"), à travers lequel la majeure partie de l'eau de la rivière coule aujourd'hui. Le bras fluvial fut créé dans le cadre de la domestication de la Jeetzel.

## Histoire
Le 1er février 1974, Prisser fusionne avec la commune de Dannenberg lors de la réforme régionale en Basse-Saxe.

## Monuments
- Cimetière juif de Dannenberg

## Personnalités liées à Prisser
- Brigitte Pothmer (née en 1955), femme politique (Bündnis 90/Die Grünen)
- Harald Gnade (né en 1958), peintre
- Karola Hagemann (née en 1961), écrivaine
- Kerstin Rudek (née en 1968), militante anti-nucléaire

## Source, notes et références
- (de) Cet article est partiellement ou en totalité issu de l’article de Wikipédia en allemand intitulé « Prisser » (voir la liste des auteurs).

1. ↑  (de) Statistisches Bundesamt, Historisches Gemeindeverzeichnis für die Bundesrepublik Deutschland. Namens-, Grenz- und Schlüsselnummernänderungen bei Gemeinden, Kreisen und Regierungsbezirken vom 27.5.1970 bis 31.12.1982, 1983 (ISBN 3-17-003263-1), p. 230